# Адријан Мол: Године лутања
Адријан Мол: Године лутања (енгл. Adrian Mole: The Wilderness Years) је роман из 1993. године, савремене енглеске књижевнице Сју Таунсенд (енгл. Sue Townsend). Српско издање књиге је објавила издавачка кућа "Лагуна" 2005. у преводу Зорана Илића. 

## О писцу
Сузан Лилијан „Сју“ Таунсенд (2. април 1946 - 10. април 2014) је била британски романописац. Најпознатија је по романима о Адријану Молу. Писала је и позоришне комаде. Дуги низ година боловала је од дијабетеса, због чега је 2001. године остала слепа, и ту тему је уткала у свој рад.

## О књизи
Књига Адријан Мол: Године лутања четврта је у низу од осам књига дневничких бележака тинејџера Адријана Мола. 

### Настанак серијала о Адријану Молу
У уметничком часопису "Магазин" су се појавиле прве ауторкине две приче о дечаку који се тада звао Најџел Мол. Убрзо је настала и радио драма „Дневник Најџела Мола, старости 13 година и 1/4“, која је емитована јануара 1982. године. Изиздавачке куће "Methuen" су чули ово емитовање и тражили од ње да напише прву књигу „Тајни дневник Адријана Мола, старости 13 година и 1/4“. Инсистирали су на промени имена и књига је објављена исте те године у септембру.

## Радња
У књизи Адријан Мол: Године лутања Адријан је одрастао, достигао је физичку зрелост, али и даље лута страницама свог дневника као адолесцент. Има двадесет четири године и пита се шта је постигао у животу. Преселио се у Лондон и запослио у ресторану, и води прилично уобичајен живот.
Пандора га је оставила и узнемирила, и он тражи утеху у наручју Бјанке. Бјанка је квалификовани хидраулични инжењер, али ради као конобарица. Адријан завршава епски роман, "Гле! Равна брда завичаја мог", и нада се да га слава и богатство неће још дуго чекати.

## Главни ликови
- Адријан Мол
- Пандора
- Бјанка
- тата Џорџ
- мама Паулина
- Анђела Хакер
- Мартин
- Леонора
- Бари Кент